# Argynnis coreana
Argynnis coreana är en fjärilsart som beskrevs av Butler 1882. Argynnis coreana ingår i släktet Argynnis och familjen praktfjärilar. Inga underarter finns listade i Catalogue of Life.